# Bactromyia longifacies
Bactromyia longifacies är en tvåvingeart som beskrevs av Louis-Paul Mesnil 1953. Bactromyia longifacies ingår i släktet Bactromyia och familjen parasitflugor. Inga underarter finns listade i Catalogue of Life.